# Hieracium lacerifolium
Hieracium lacerifolium es una especie de planta con flor del género Hieracium, de la familia Asteraceae, orden Asterales.

## Distribución
Hieracium lacerifolium se distribuye por Suecia, Finlandia y Noruega.

## Taxonomía
Fue descrita científicamente por Dahlst.
Tratamiento taxonómico
La especie aparece registrada en una sección de la publicación K. Svensk. Vet. Akad. Handl.